# Anton (Texas)
Anton é uma cidade localizada no estado norte-americano de Texas, no Condado de Hockley.

## Demografia
Segundo o censo norte-americano de 2000, a sua população era de 1200 habitantes. 
Em 2006, foi estimada uma população de 1158, um decréscimo de 42 (-3.5%).

## Geografia
De acordo com o United States Census Bureau tem uma área de 
2,1 km², dos quais 2,1 km² cobertos por terra e 0,0 km² cobertos por água. Anton localiza-se a aproximadamente 1033 m acima do nível do mar.

## Localidades na vizinhança
O diagrama seguinte representa as localidades num raio de 28 km ao redor de Anton. 